# Джон Госсенс
Джон Госсенс (нід. John Goossens, нар. 25 липня 1988, Амстердам) — нідерландський футболіст, півзахисник клубу «Чикаго Файр».

## Клубна кар'єра
Народився 25 липня 1988 року в місті Амстердам. Вихованець футбольної школи клубу «Аякс».
У дорослому футболі дебютував 2009 року виступами за команду клубу «Неймеген», в якій провів три сезони, взявши участь у 72 матчах чемпіонату. Більшість часу, проведеного у складі «Неймегена», був основним гравцем команди.
До складу клубу «Феєнорд» приєднався 2012 року, де за два сезони провів лише 30 матчів у Ередивізі.
В жовтні 2014 року підписав контракт з індійським клубом «Пуна Сіті». 7 листопада 2014 року в матчі проти «Атлетіко Калькутти» після зіткнення зі своїм власним голкіпером Аріндемом Бхеттакаря зазнав серйозну і не грав решту частини сезону.
У вересні 2015 року Госсенс став гравцем румунського клуб «Волунтарі», але також надовго в команді не затримався.
29 лютого 2016 року, після успішного перегляду, Госсенс підписав контракт з клубом МЛС «Чикаго Файр».

## Виступи за збірні
2005 року дебютував у складі юнацької збірної Нідерландів, у складі якої став бронзовим призером юнацького чемпіонату світу в Перу. Всього взяв участь у 13 іграх на юнацькому рівні, відзначившись 5 забитими голами.
2010 року залучався до складу молодіжної збірної Нідерландів. На молодіжному рівні зіграв у 3 офіційних матчах, забив 1 гол.

## Титули і досягнення
Суперкубок Нідерландів
- Переможець (1): 2007